# Championnats d'Europe de dressage 2011
Navigation
Édition précédente Édition suivante
Les championnats d'Europe de dressage 2011, vingt-cinquième édition des championnats d'Europe de dressage, ont eu lieu du 17 au 21 août 2011 à Rotterdam, aux Pays-Bas. Les épreuves spéciale et libre sont remportées par la Néerlandaise Adelinde Cornelissen, l'épreuve par équipe par le Royaume-Uni.